# 信木明
信木 明（のぶき あきら、1955年1月7日 - 2015年12月2日）は、日本の実業家。東洋ゴム工業代表取締役社長や、同社代表取締役会長を務めた。

## 人物・経歴
広島県出身。1978年大阪市立大学経済学部卒業、東洋ゴム工業入社。2007年執行役員財務センター長。2008年執行役員企画本部長。2009年取締役常務執行役員企画本部長。2011年取締役常務執行役員タイヤ事業本部長。2012年取締役専務執行役員タイヤ事業本部長。2013年から代表取締役社長を務め、大型タイヤ事業の強化などを進めた。2014年に健康上の理由で代表取締役会長に就任。2015年免震ゴム性能データ改竄問題で辞任。同年病没。享年60。